# Гадсден (Јужна Каролина)
Гадсден (енгл. Gadsden) насељено је место без административног статуса у америчкој савезној држави Јужна Каролина.

## Демографија
По попису из 2010. године број становника је 1.632.
| Група             | 2000.    | 2010.         |
| Белци             | 0 (0,0%) | 65 (4,0%)     |
| Афроамериканци    | 0 (0,0%) | 1.540 (94,4%) |
| Азијати           | 0 (0,0%) | 1 (0,1%)      |
| Хиспаноамериканци | 0 (0,0%) | 20 (1,2%)     |
| Укупно            | 0        | 1.632         |